# رندی جونز (خواننده)
رندی جونز (انگلیسی: Randy Jones؛ زادهٔ ۱۳ سپتامبر ۱۹۵۲) یک موسیقی‌دان اهل ایالات متحده آمریکا است. وی از سال ۱۹۷۷ میلادی تاکنون مشغول فعالیت بوده‌است.